# 香港中央圖書館
香港中央圖書館（英語：Hong Kong Central Library），位於香港香港島銅鑼灣高士威道66號，是香港公共圖書館系統的中樞，成立於2001年5月17日，由康樂及文化事務署管理，是香港公共圖書館體系中面積最大、服務範疇最廣和館藏數量最多的公共圖書館。

## 概述
本館位於香港島灣仔區銅鑼灣高士威道66號，港鐵天后站與銅鑼灣站之間，北鄰維園；樓高12層，館藏超過2,500,000項，為香港公共圖書館系統總館藏14,350,000項的約5分之1；佔地9,400平方米，景觀可以遠望九龍西及獅子山；樓面面積33,800平方米；於2001年5月17日啟用，取代大會堂公共圖書館成為香港公共圖書館的「總館」，以及灣仔區第3間公共圖書館。此外，香港中央圖書館於2023年3月30日，在深水埗康樂文化大樓內，另設一個7層高備用書庫連特備展覽館，樓面面積則為6730平方米，由房委會代為興建。

## 歷史

市政局在1996年舉行香港中央圖書館公眾諮詢會的海報，可見建築頂部的原來設計

1990年代，市政局決定興建一座中央圖書館作為香港的旗艦圖書館，香港中央圖書館的籌建計劃因而應運而生。在圖書館學中，「中央圖書館」（Central Library）的界定和命名須以服務社區的人口數量為依據；但為突顯「香港中央圖書館」的地位，康樂及文化事務署將當時5間中央圖書館——香港大會堂中央圖書館、九龍中央圖書館、沙田中央圖書館、荃灣中央圖書館及屯門中央圖書館——改名為大會堂公共圖書館、九龍公共圖書館、沙田公共圖書館、荃灣公共圖書館及屯門公共圖書館，與分區圖書館同稱。
香港中央圖書館的所在地銅鑼灣摩頓台，現址過去曾用作存放扣留車輛，1980年代初期改建成港島區唯一露天排球場。由於周日在銅鑼灣一帶聚集的印尼傭工愈來愈多，這裡成為了他們聚集及遊玩的地方。後來政府決定在這裡興建中央圖書館。
中央圖書館大樓之建築費為6.9億港元，受到立法會財務委員會議員批評：被指浪費公帑。
工程於1998年1月展開，於1999年12月22日舉行落成典禮。原訂於2000年12月啟用，卻因電腦系統問題而延遲。延至2001年5月17日，由時任香港特別行政區行政長官董建華主持揭幕儀式，並於翌日正式啟用。在開放當日，單是上午已吸引了8,000多人入場，全日共有五萬名市民入場。

## 建築特色

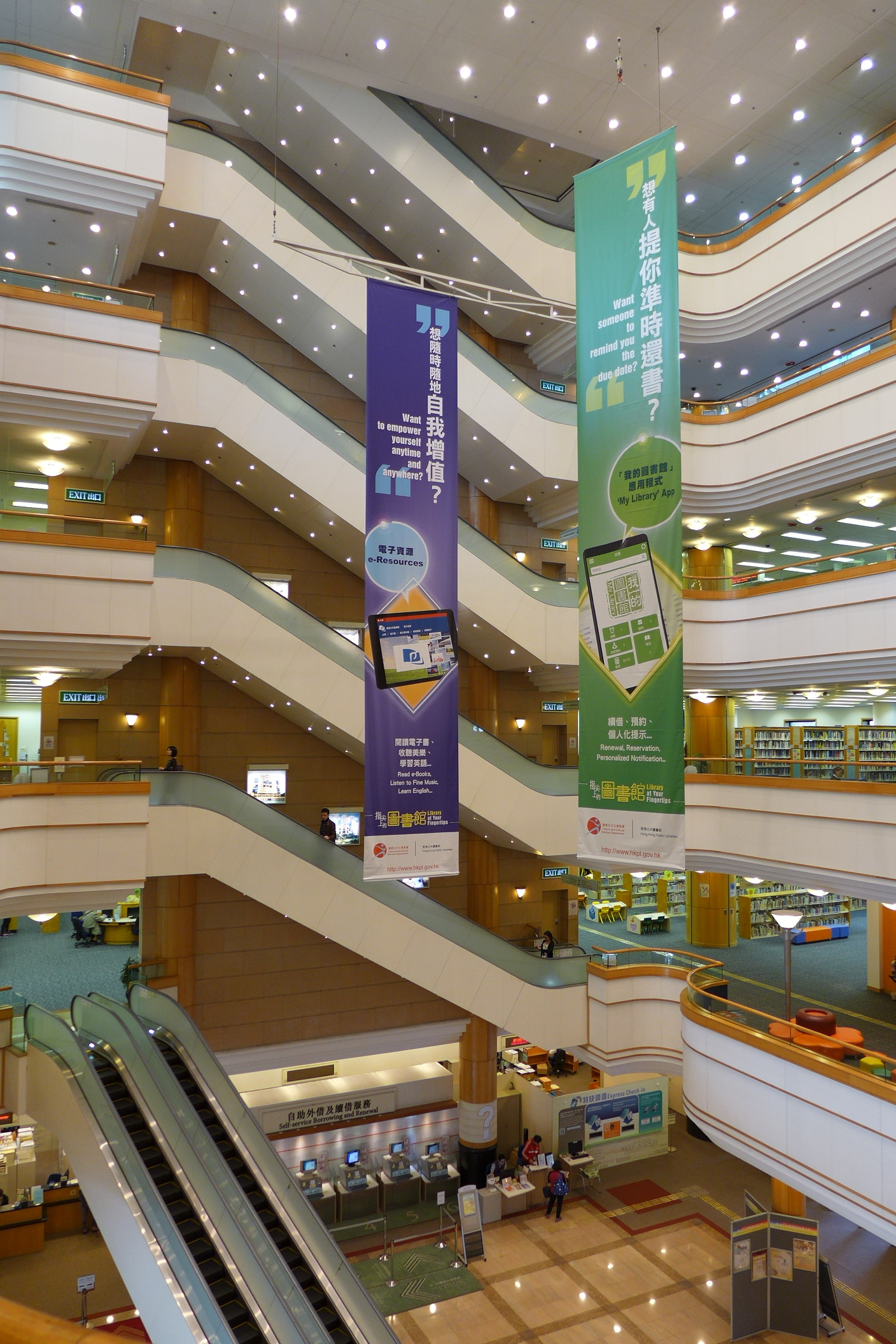
館內中庭

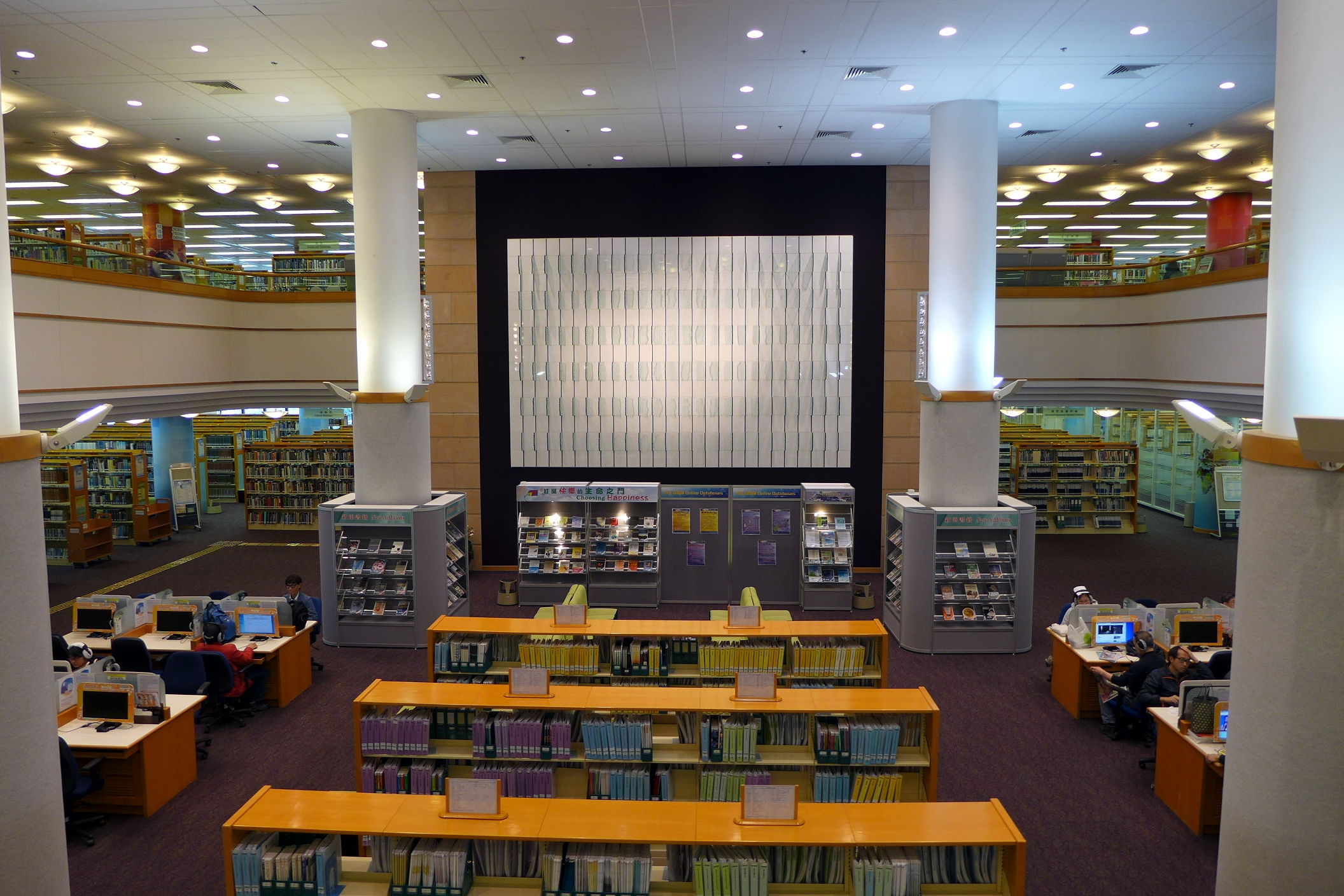
館內8樓至9樓中庭

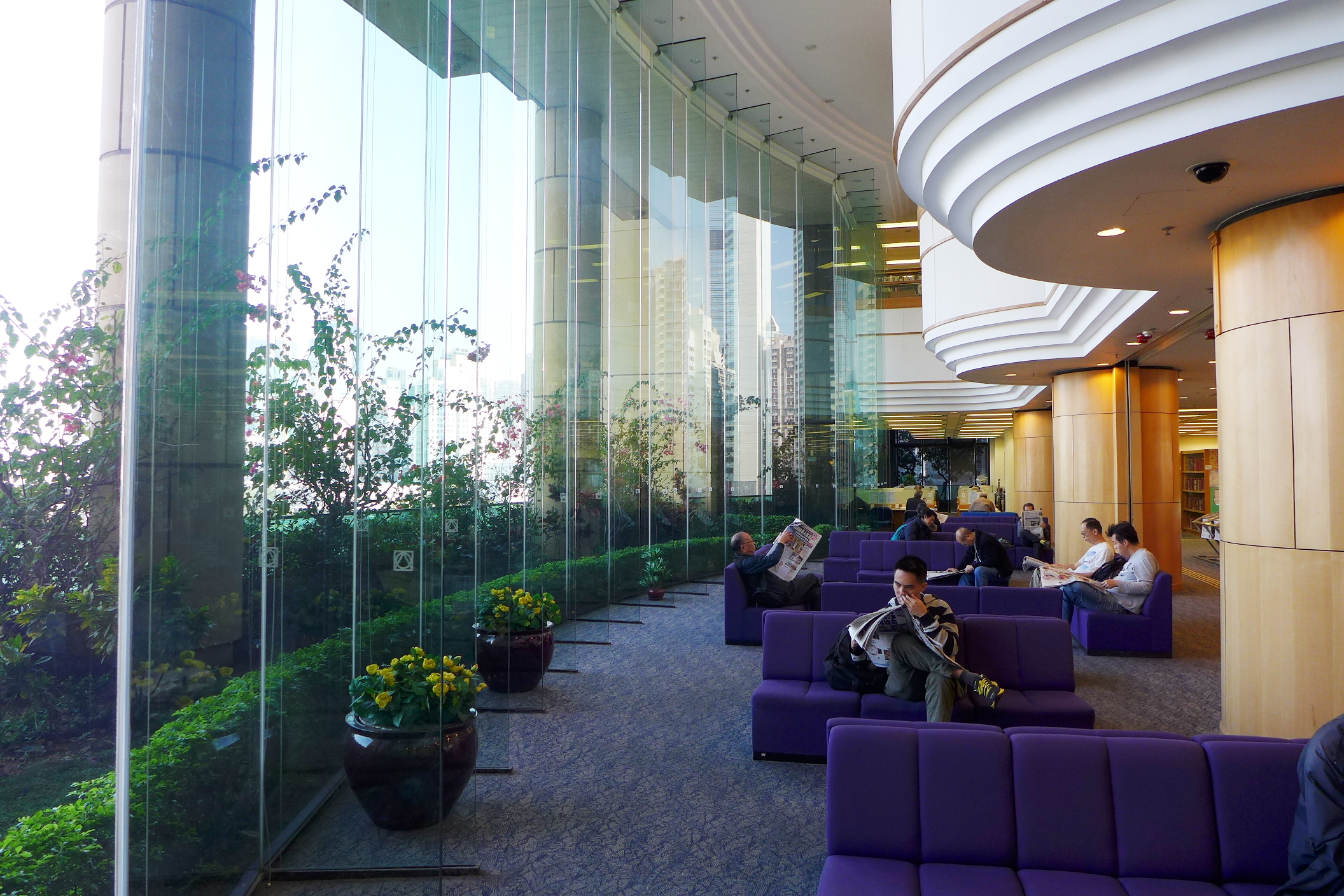
館內5樓閒座區

香港中央圖書館的現時樣貌由建築署建築師何超凡設計。其採用了新古典主義風格。內外隨處可見的由圓形、正方形和三角形結合而成的幾何圖案，有「天圓地方」以及「知識累積成塔」的喻意。而由於原來設計是市政局轄下的中央圖書館，後來演變成康樂及文化事務署轄下之中央圖書館。

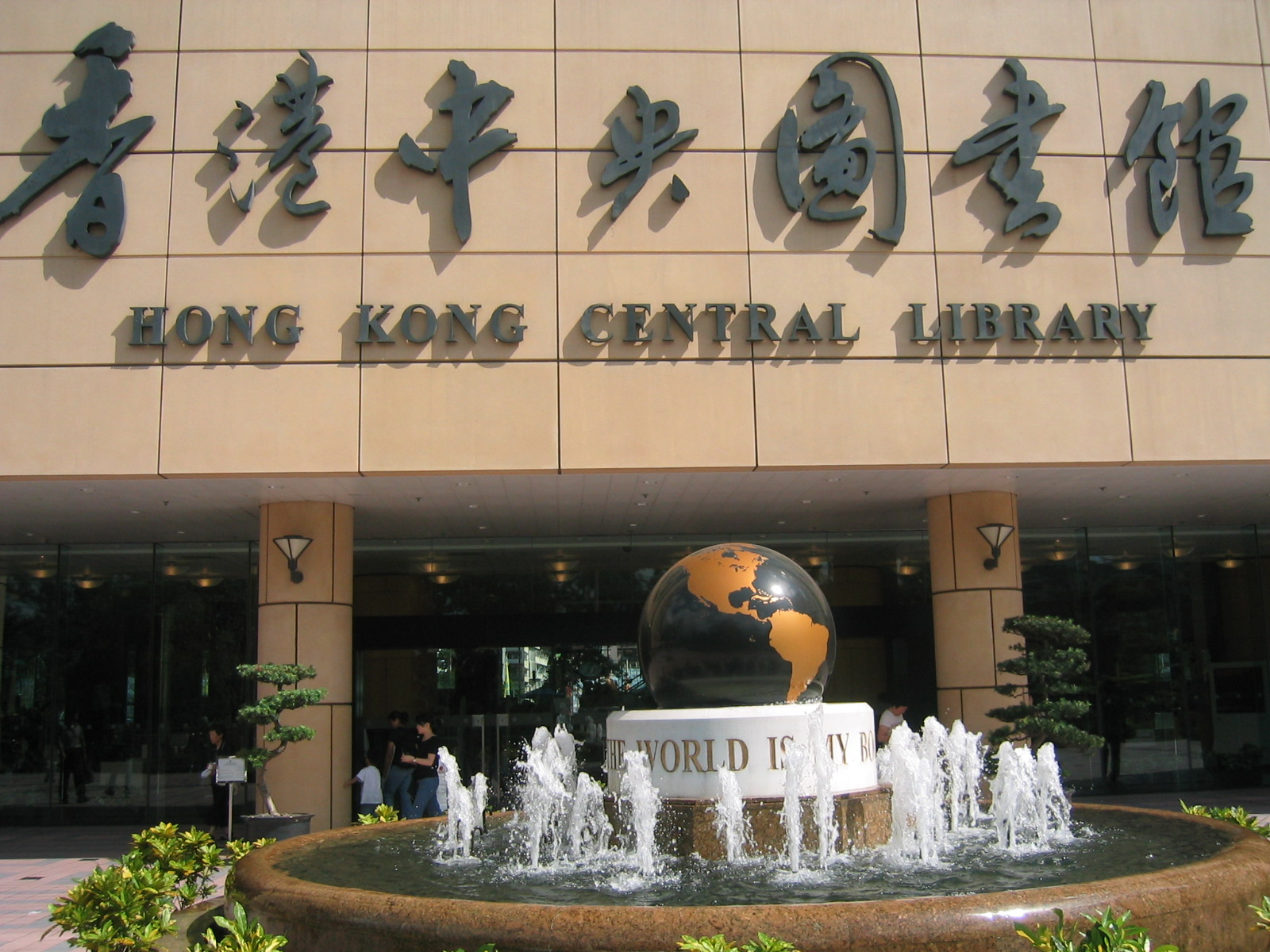
香港中央圖書館平台噴水池，噴水池上有旋轉的地球儀
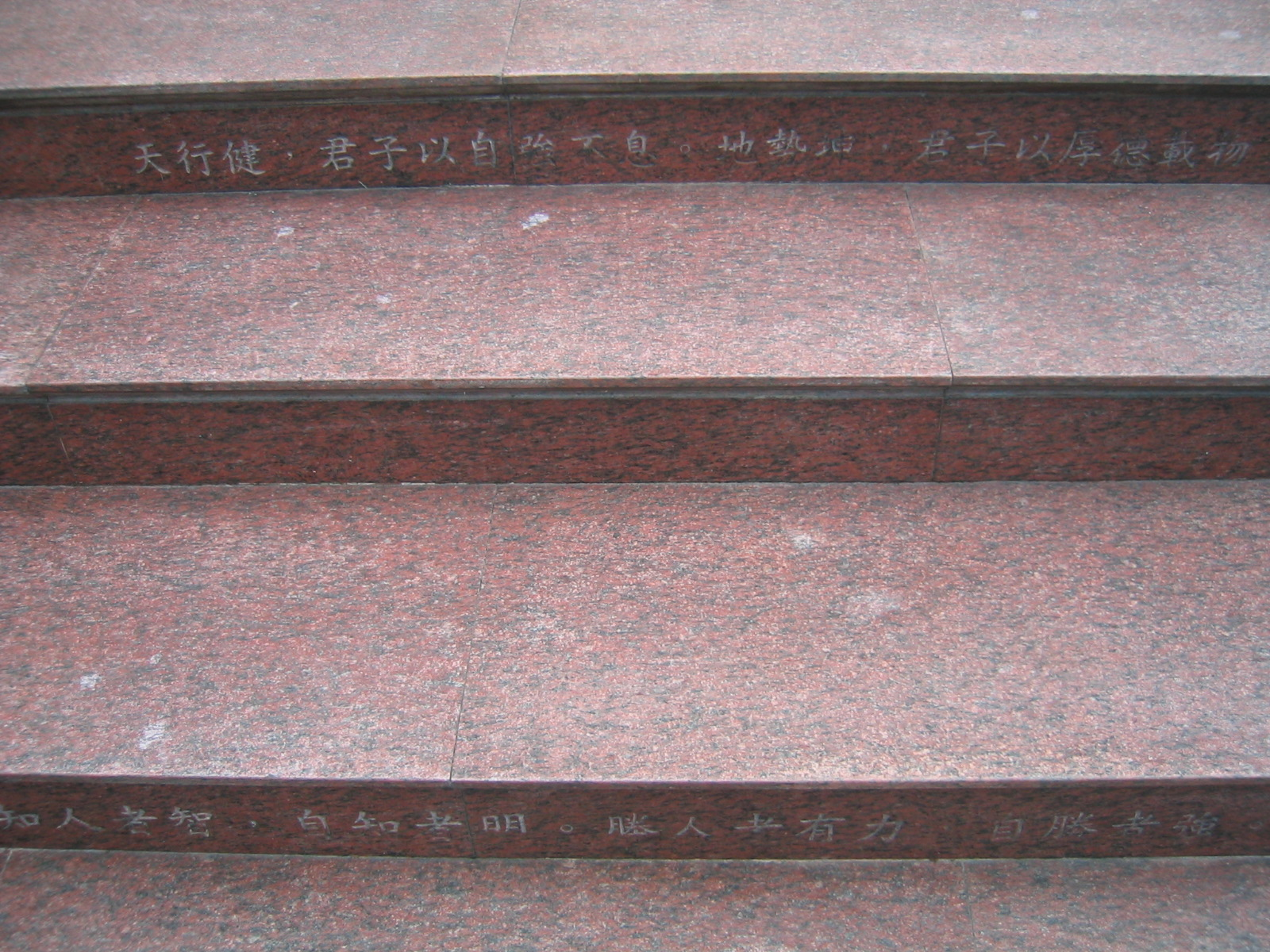
通往大堂入口的梯級（刻有名言雋語）
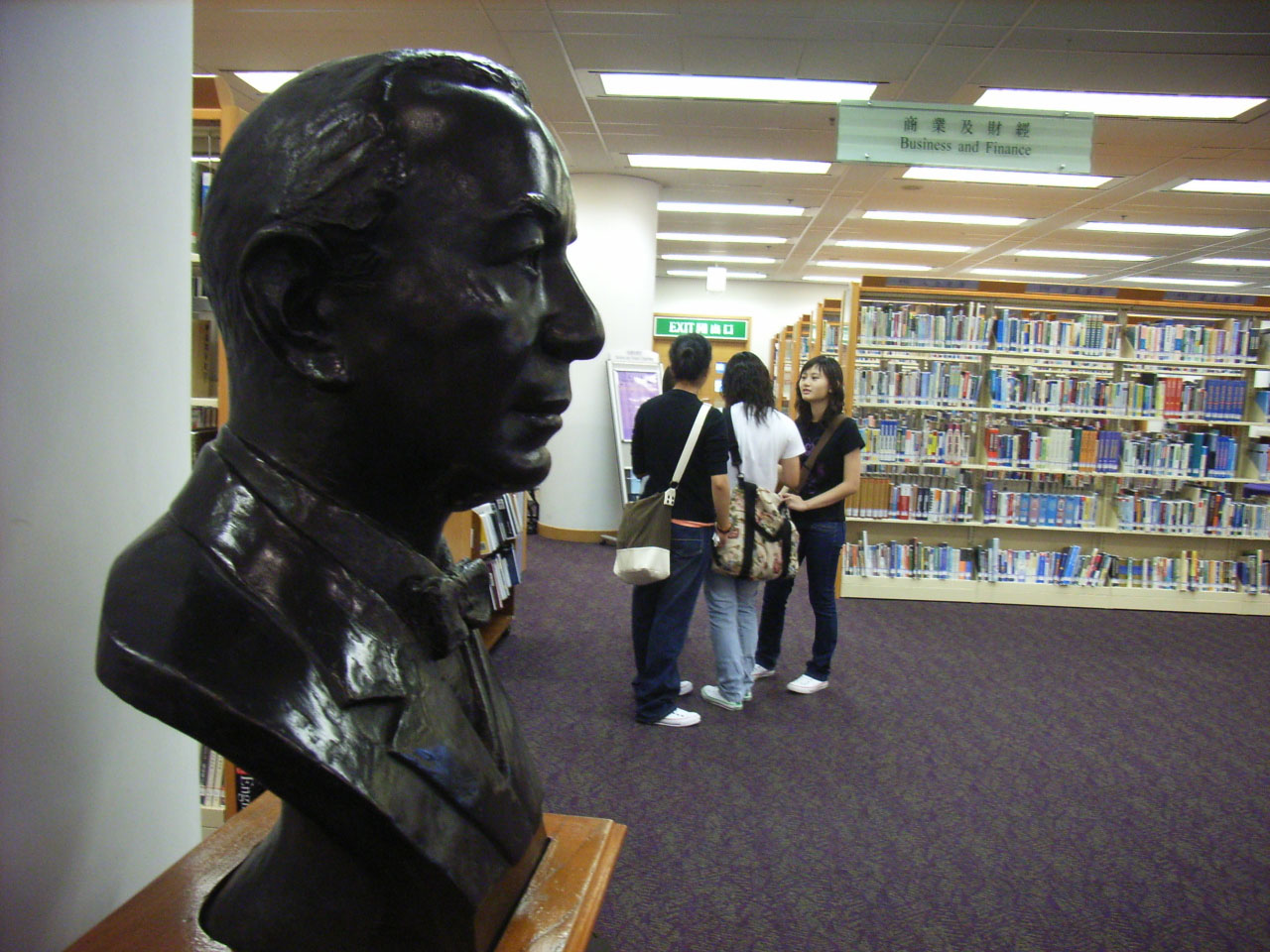
羅旭龢爵士頭像

## 館內設施
館內設有觀景升降機來往地面至10樓，另設多條扶手電梯連接各樓層，另有兩部觀景升降機由地面直上10樓及11樓，館內亦設有洗手間供讀者使用。圖書館範圍內除7樓外均設有香港政府WiFi通，合供63個無線接取器供市民免費連線。
圖書館大樓每層地臺均採用網絡式地板設計，方便電源及資料系統聯繫，及新資訊科技的應用。館內亦添置不少電腦設備及設施，包括亞洲第3間圖書館採用的電腦輸送系統，將書籍分送到各層，以減低人手及提高效率。館內有600台電腦及提供900張書桌，供市民攜同手提電腦插線免費上網。
唯逾期雜誌/報章及參考書樓層只設黑白影印機，只有地圖圖書館及藝術資源中心才設彩色影印機。

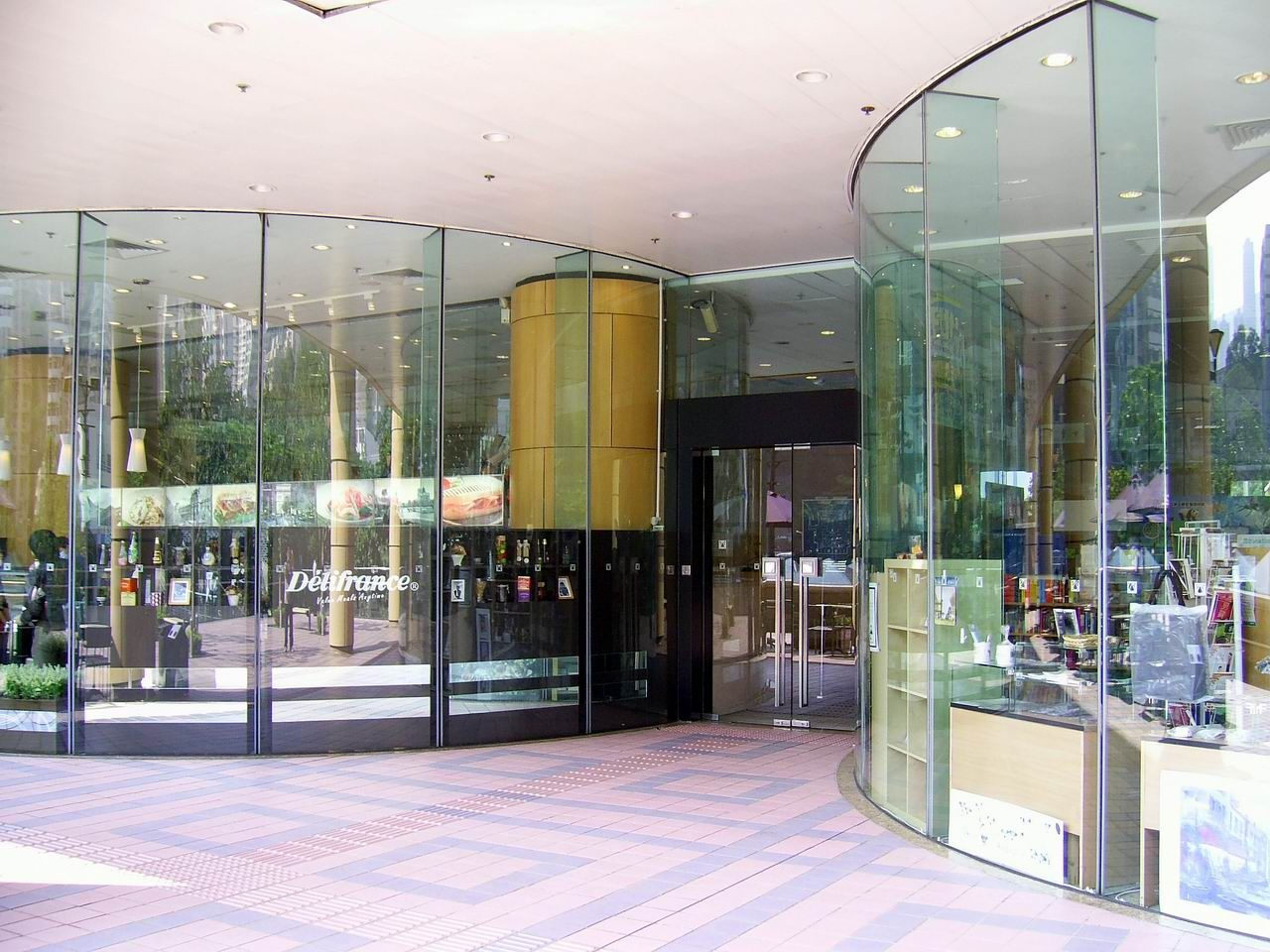
地面的Délifrance及禮品店
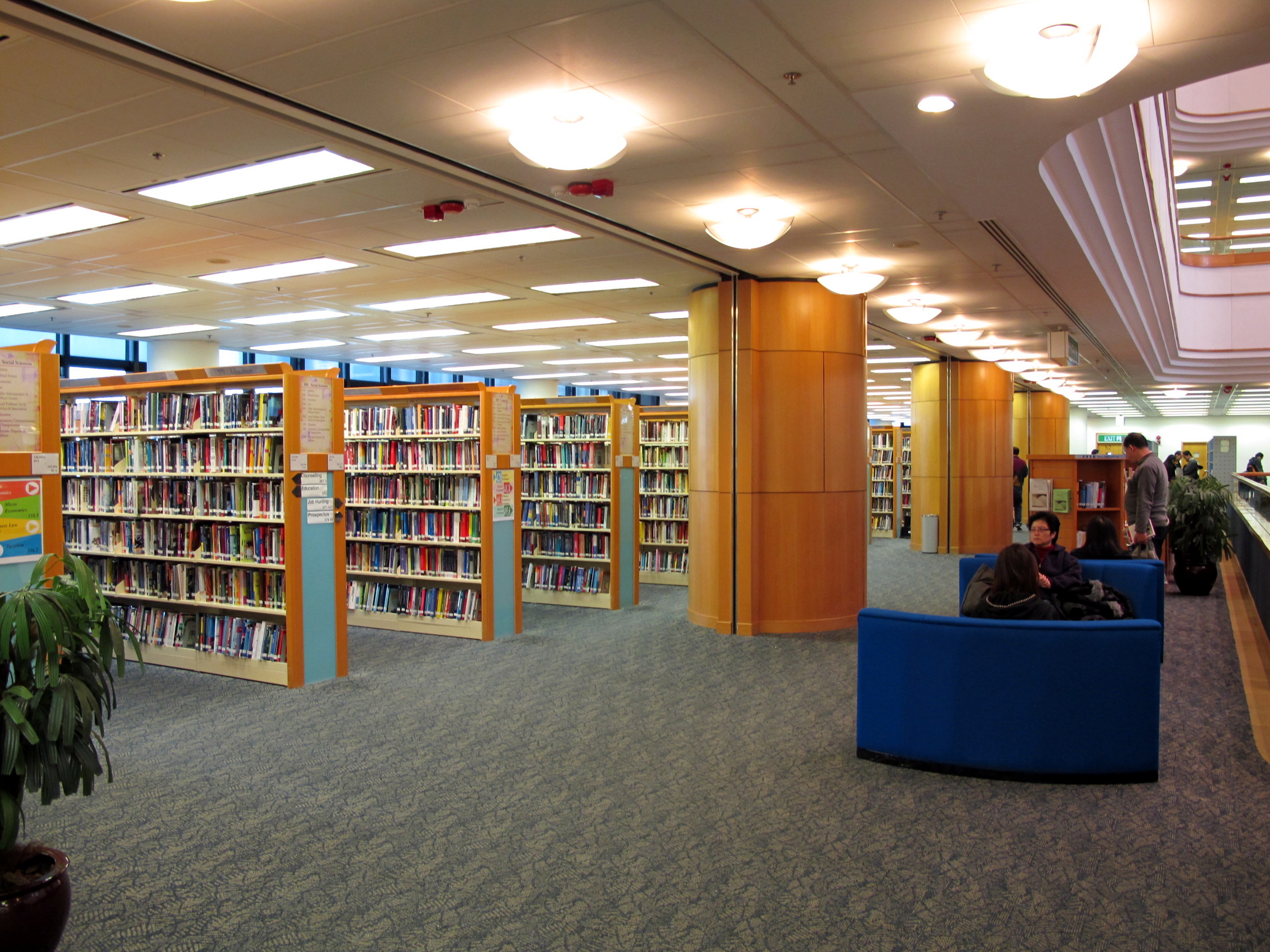
3樓成人借閱圖書館
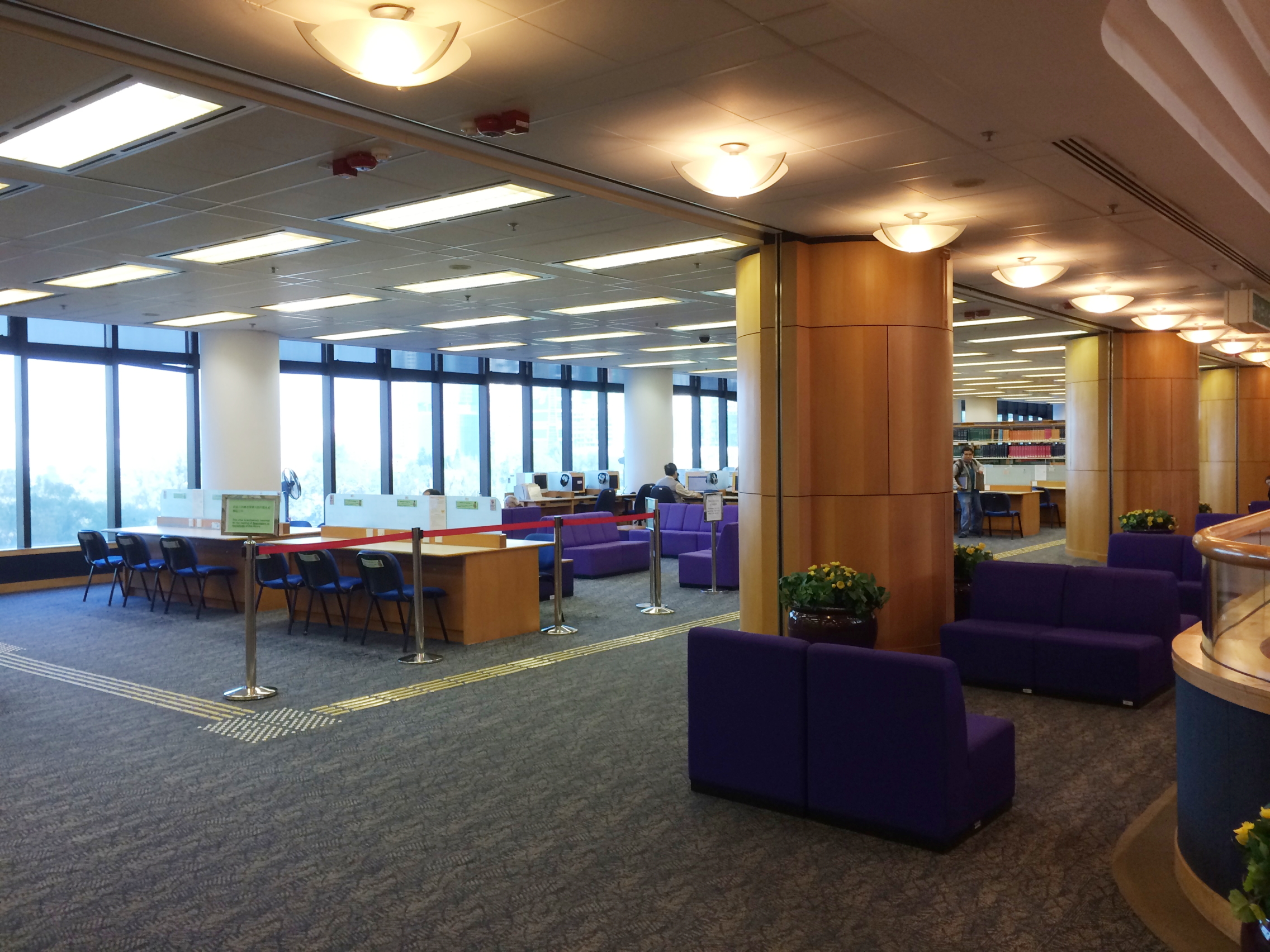
4樓逾期報刊閱覽區
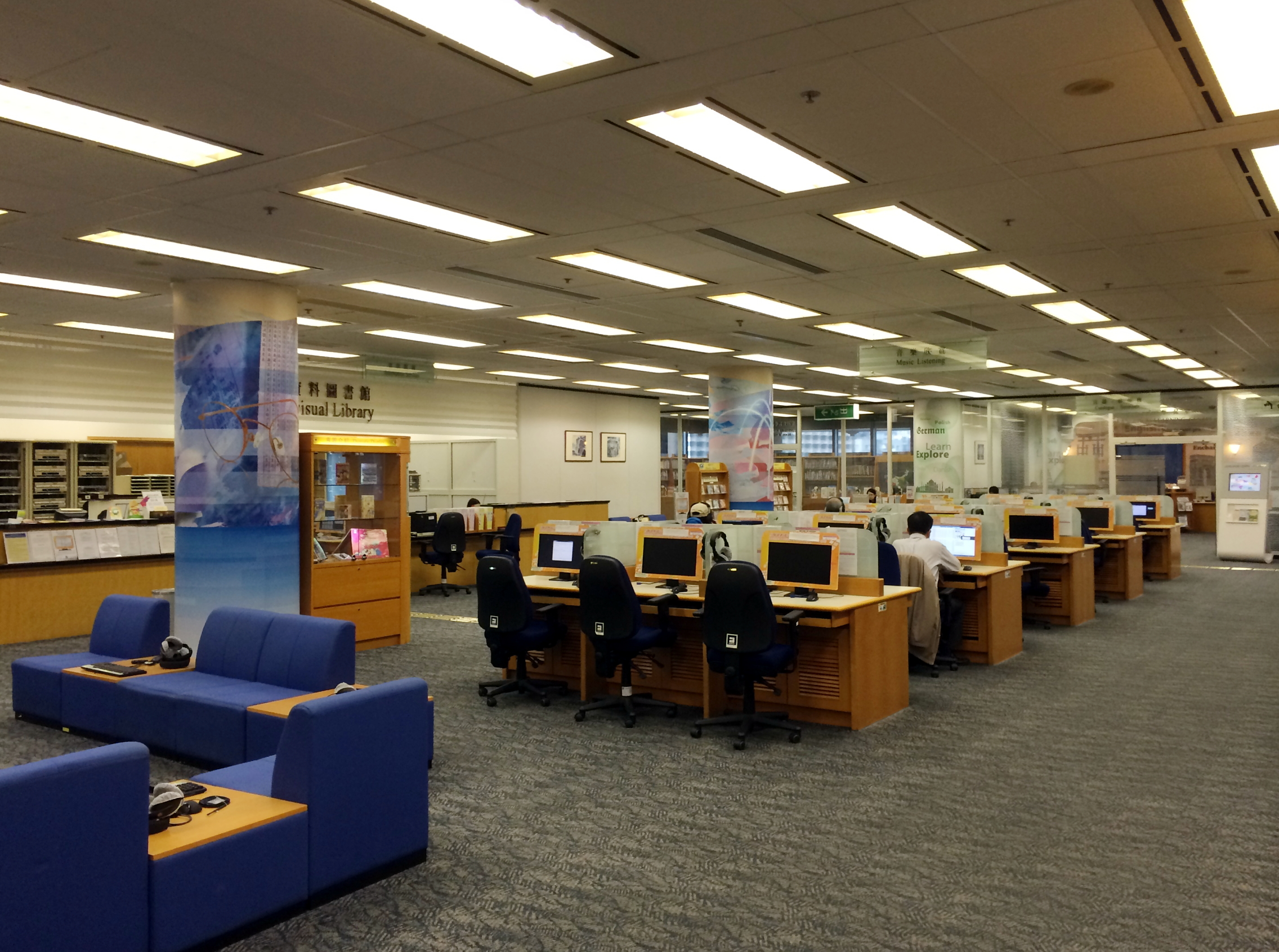
6樓視聽資料圖書館
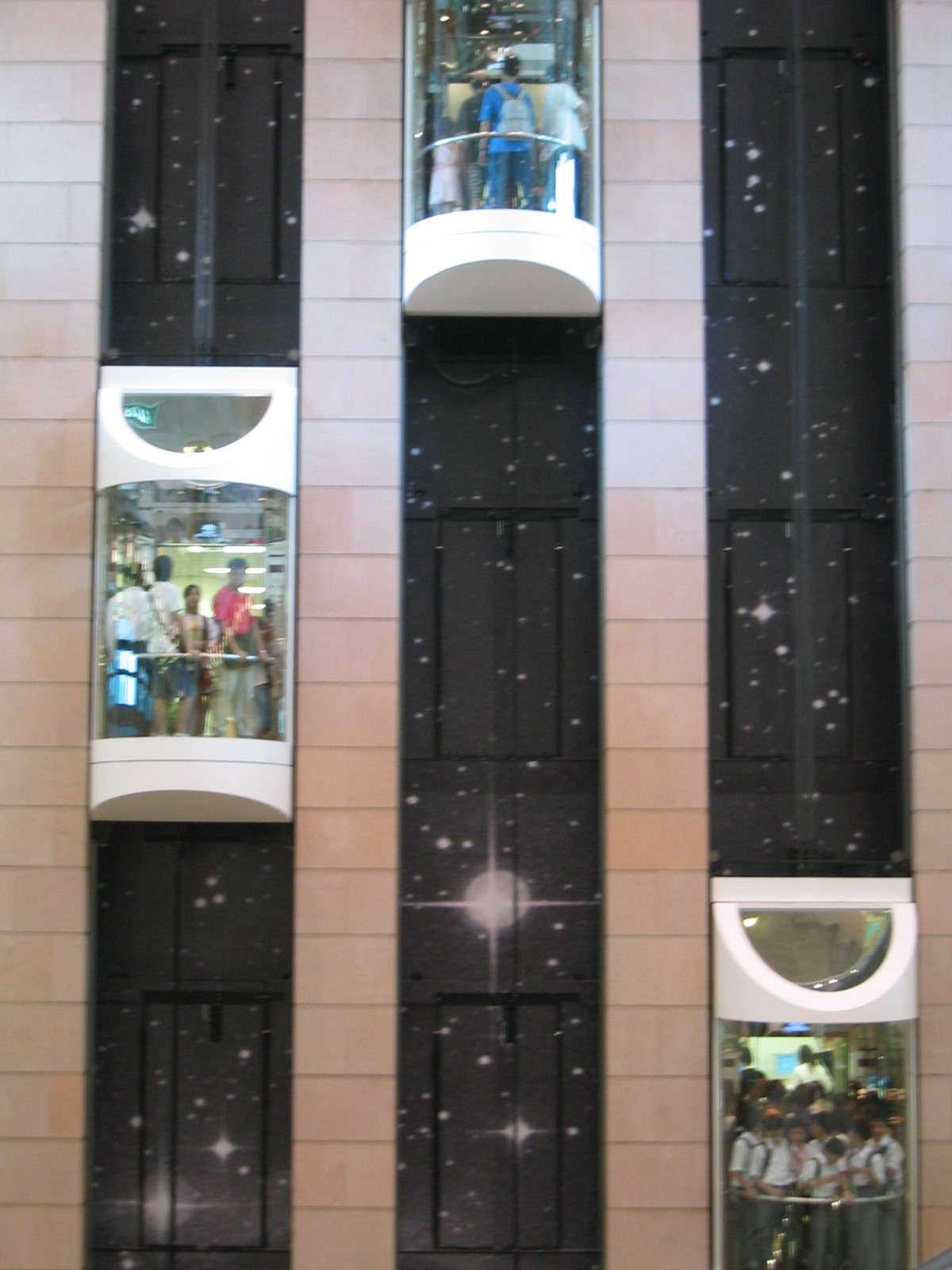
觀景升降機

### 設施樓層

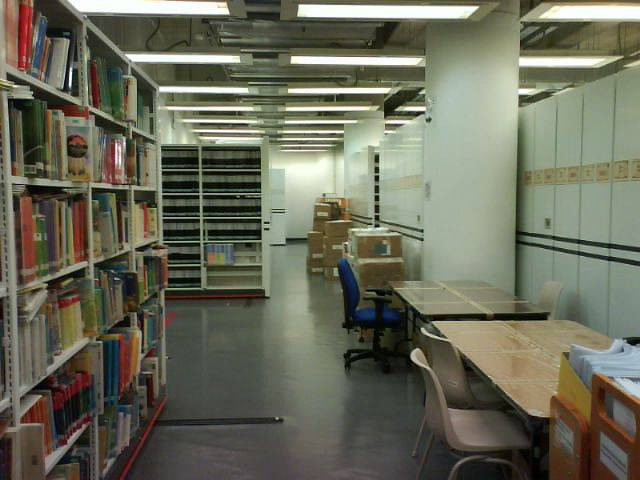
7樓中央書庫（只限圖書館職員進入）

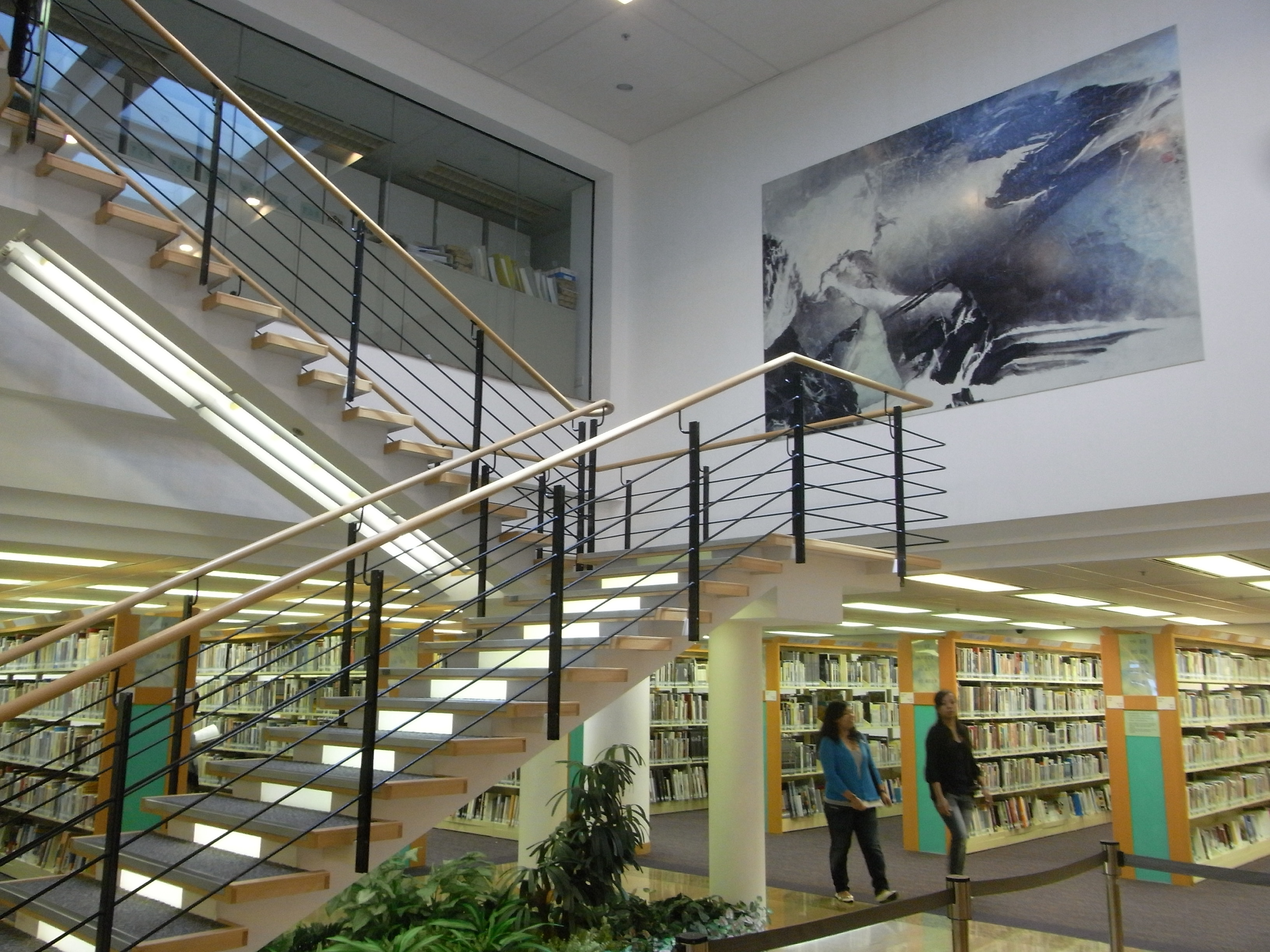
10樓為藝術資源中心

| 11樓 | 香港公共圖書館總辦事處                                   |
| 10樓 | 藝術資源中心、音樂練習室、研討室、香港中央圖書館辦事處   |
| 9樓  | 中央參考圖書館、研討室                                   |
| 8樓  | 中央參考圖書館、香港文學資料室                           |
| 7樓  | 中央書庫                                                 |
| 6樓  | 語言學習室、青少年圖書館、視聽資料圖書館、研討室         |
| 5樓  | 地圖圖書館、電腦資訊中心、最新報刊閱覽區、縮微資料閱覽區 |
| 4樓  | 逾期報刊閱覽區、逾期報刊儲存庫                           |
| 3樓  | 成人借閱圖書館                                           |
| 2樓  | 兒童圖書館、兒童多媒體資料室、玩具圖書館、兒童活動室     |
| 1樓  | 借還書處、Délifrance、中華書局「慢讀時光」、衣物間       |
| 地面 | 展覽館、演講廳、讀者服務簡介廳、活動室                   |

## 保安措施
圖書館入口及各樓層均派遣多名保安維持秩序，場內各層多個位置設多個閉路電視，多處亦貼上「禁止拍攝」告示，以提防有人拍攝及錄影。而圖書館亦不容許普通市民進行攝影申請。

## 服務
作為香港最大型的圖書館，香港中央圖書館除了提供超過2,500,000項館藏供借閱及參考，還提供多種服務，包括：
- 自助借還書籍終端機
設於圖書館各層，方便讀者以自助形式借還書籍。
- 24小時還書箱服務
設於圖書館外，方便讀者於圖書館開放時間以外歸還資料。
- 資訊終端機及熒幕屏
設於圖書館各層的資訊終端機，及設於大堂的熒幕屏，均介紹圖書館及康文署之其他文化資訊。
- 多媒體資訊系統
於電腦資訊中心提供，附設數碼圖書館功能。
- 聯機公眾檢索目錄
有助讀者查閱資料於各館之借還狀況。
- 國際組織收藏圖書館

於中央參考圖書館提供，包括亞洲開發銀行、歐洲聯盟、國際海事組織、聯合國、聯合國教科文組織、世界銀行、世界貿易組織及世界糧食計劃署之參考文獻。
- 電動組合書架系統
閉架部份安裝密集書架系統，部份放置珍貴資料之書架更備有淨化系統，用作過濾空氣及消滅可破壞圖書館資料之微生物。
- 電腦輸送系統（已停用）
圖書館各部門由一個電腦控制之輸送系統聯繫，把書籍放入金屬箱內運用吊載方式送至各層。

## 開放時間
- 星期一、二、四、五、六及日：上午9:00至下午9:00
- 星期三：下午1:00-下午9:00
- 公眾假期：上午9:00-下午7:00
- 圖書館在下列公眾假期均全日休息：元旦日、農曆年初一至年初三、耶穌受難日、中秋節前夕、聖誕節及聖誕節翌日。 
  - 圖書館在下列日期將提前於下午五時休館：元旦前夕、農曆年除夕、中秋節及聖誕節前夕。

## 交通

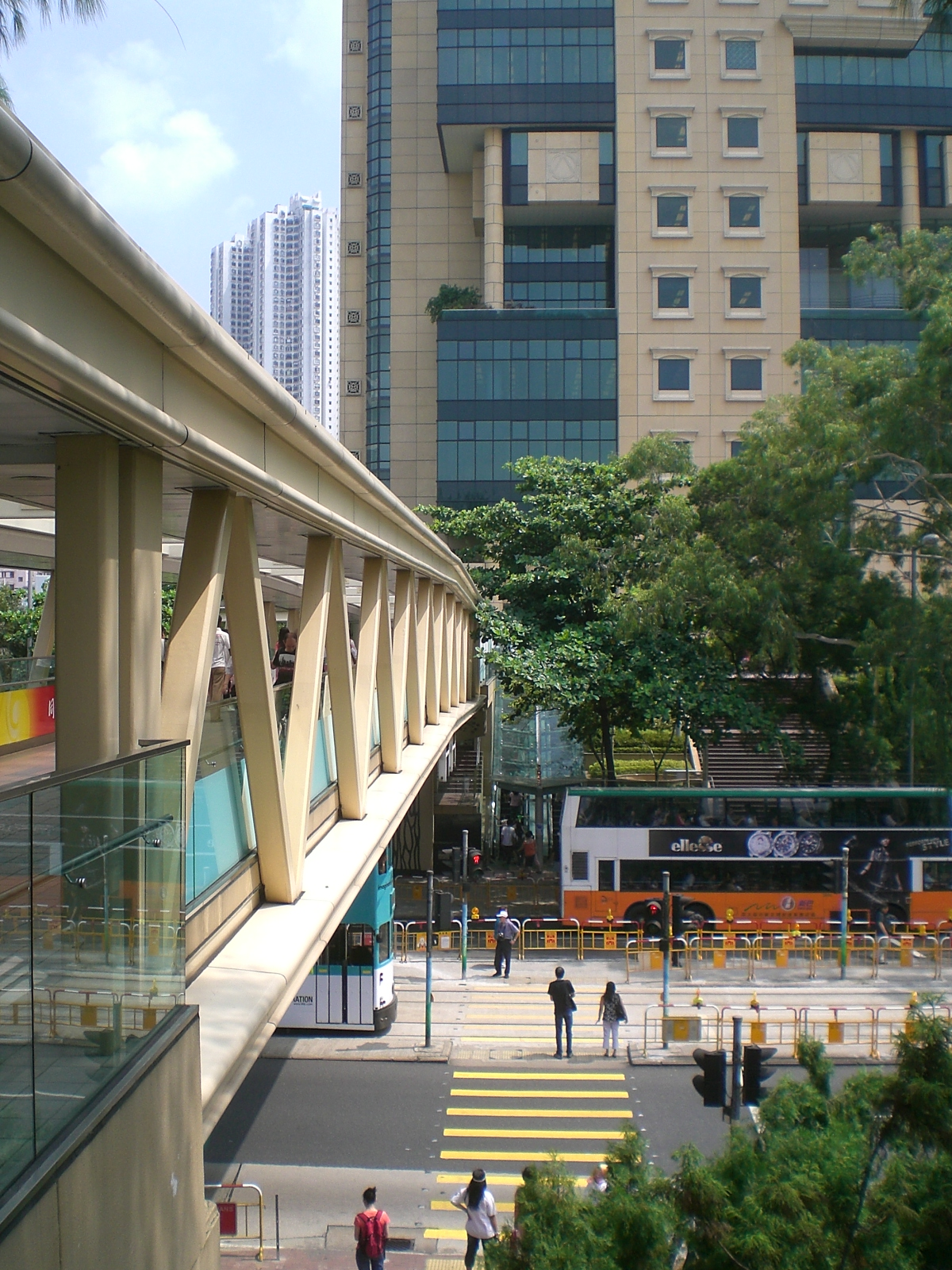
行人天橋及斑馬線通往維園正門

## 事件

### 館內墮樓事件

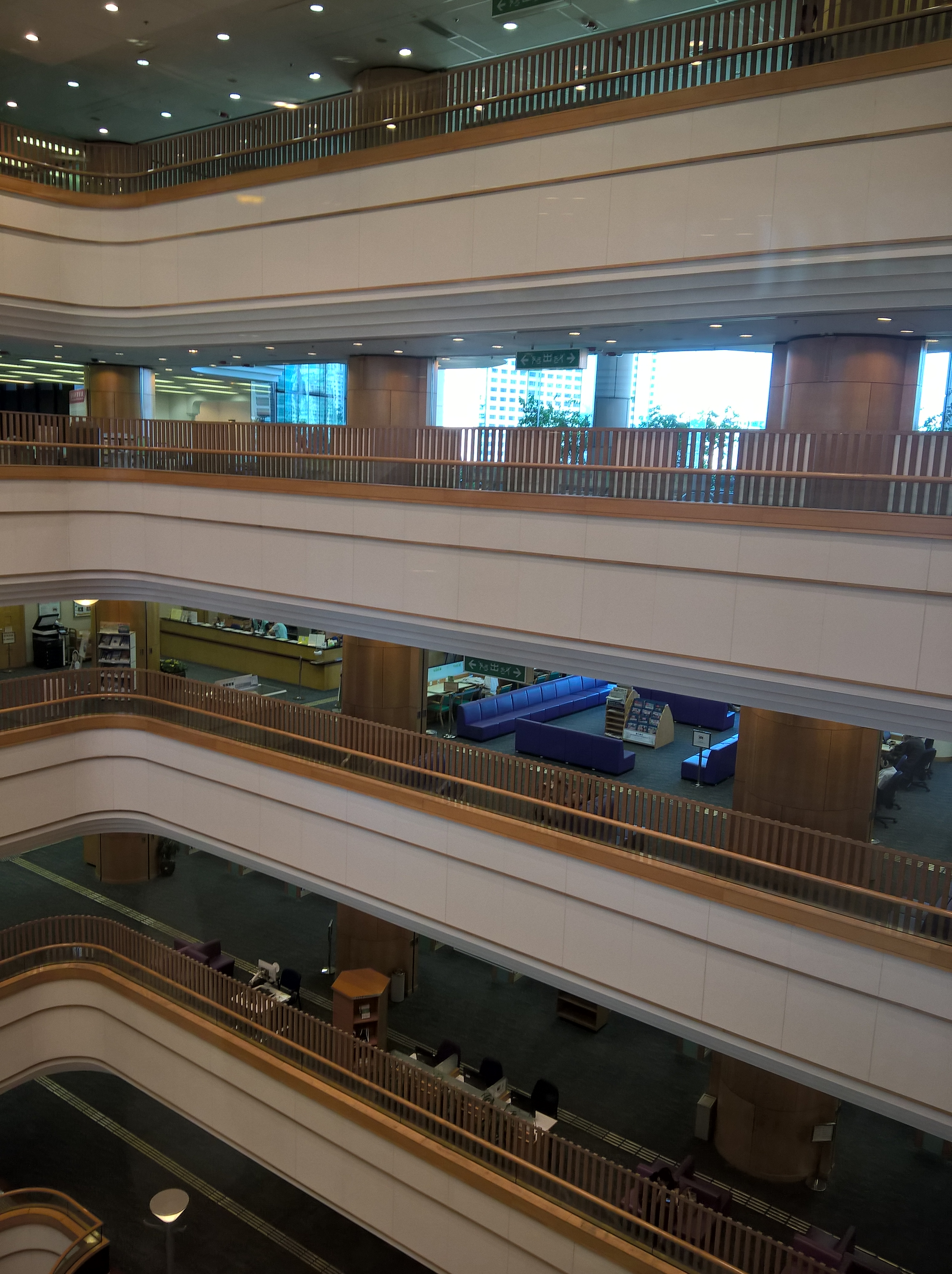
中央圖書館3樓至6樓加設圍欄

2009年7月8日近下午5時，一名身穿藍衣約50歲的中年男子從圖書館六樓攀過圍欄躍下並倒臥1樓大堂，其後圖書館女職員及救護員分別為傷者進行心肺復蘇，頭部嚴重創傷，其後其被送院治療後，證實不治。警察在該名男子身上搜獲一包香煙，無任何身份證明文件，是香港中央圖書館自啟用以來首次有人在館內死亡。
2014年10月22日下午1時許，一名年約60歲的中年男子於六樓扶手電梯旁攀過圍欄躍下並倒臥1樓大堂自動借書處對開地上前，多人目擊。其後圖書館女職員為傷者進行心肺復蘇，其後其被送院治療後，證實不治。警察在圖書館上疑檢獲遺書，該名男子身上無任何身份證明文件。
2015年7月11日下午5時許，一名約74歲老翁疑因病及家事困擾，在館內高處墮下，跌落在兩扶手電梯之間的隙縫，當場陷入昏迷，其後由到場消防員救出，惟未能挽回一命。
2016年12月11日館內再發生有人墮樓事件，一名26歲男子從5樓躍下，倒臥1樓大堂地上並陷入昏迷，滿地鮮血，職員見狀報警，並以展板圍起傷者。傷者被送往律敦治醫院搶救後終告不治。現場有小童目睹事發經過被嚇至大哭。
圖書館二樓至六樓採用中空設計，而原有圍欄僅高1.22米，容易翻越。為了防止再有同類事故，2015年康文署在中央圖書館五樓和六樓的四個角落，加設一層1.7米圍欄，然而之後再有一宗事故發生。現時三樓至六樓，都已經沿着全部原有圍欄，再加設一層圍欄。

### 因疫情而暫停開放
2020年1月，政府為防範COVID-19及避免市民聚集，圖書館於2020年1月29日起全面暫停開放。到同年3月11日才恢復有限服務，自修室、電腦及其他多媒體設施繼續關閉。開放式的櫃位以紙板和膠紙加設臨時屏風。進入圖書館的人士需要排隊取籌，戴上口罩及量度體溫，每小時只允許最多250人入內。有排隊者批評館方排隊的安排造成人群聚集，而只許逗留一小時的時間不足，寧願繼續閉館，各圖書館於同年3月23日再度全面暫停開放。其後於同年5月6日再度全面恢復有限服務。各圖書館於同年7月7日恢復開放時間，於同年同月15日再度全面暫停開放。其後於同年9月17日再度全面恢復有限服務，各圖書館於同年9月29日恢復開放時間。各圖書館於同年12月2日再度全面恢復有限服務，各圖書館於同年12月10日再度全面暫停開放。其後於2021年2月18日再度全面恢復有限服務，各圖書館於同年4月7日恢復開放時間。

### 館內全裸拍攝短片
2022年5月23日下午，一個名為「Sean2Mara」推特用戶發佈一段4秒影片，片中顯示一名年輕女子於中央圖書館內戴着口罩，赤裸作狀做出於圖書架翻書的動作。直至翌年3月初，影片才於社交平台廣傳。事件被媒體曝光後，該推特帳戶隨即刪除短片，而康樂及文化事務署則表示不清楚影片來源及拍攝時間，圖書館亦無收過相關情況的報告，但已就影片内的相關行為報警。其後，警方於同月13日在灣仔區以窺淫罪拘捕一名18歲黎姓男學生，指他涉嫌未經同意下發布私密影像，透過Telegram頻道下載該影片，再上載到個人推特帳號以提升名氣，並意圖賣出他人不雅照。

### 其他
- . 政府新聞公報. 2001年5月16日  [2007年3月24日]. （原始内容存档于2007年5月20日）. （页面存档备份，存于）
- . 政府新聞公報. 2001年5月16日  [2007年3月24日]. （原始内容存档于2007年4月20日）. （页面存档备份，存于）
- . 香港政府新聞網. 2003年2月20日. （原始内容存档于2007年9月27日）. （页面存档备份，存于）
- . 香港政府新聞網. 2007年1月18日. （原始内容存档于2007年9月30日）. （页面存档备份，存于）
- . IBM. （原始内容存档于2004-12-13）. （页面存档备份，存于）

## 外部連結
- 香港中央圖書館官方網頁 （页面存档备份，存于）
- 「香港中央圖書館」中國建築工程(香港)有限公司